# استین استی‌ینن
استین استی‌ینن (به انگلیسی: Stijn Stijnen) بازیکن فوتبال اهل بلژیک و عضو تیم ملی فوتبال بلژیک است که در تاریخ ۱۱ مه ۲۰۰۶ میلادی اولین بازی ملی‌اش را مقابل تیم ملی فوتبال عربستان سعودی انجام داد. او در ۳۰ بازی ملی حضور داشت و جمعاً ۲۵۰۴ دقیقه برای تیم ملی فوتبال بلژیک به میدان رفت. استین استی‌ینن آخرین بازی ملی خود را در تاریخ ۱۲ اوت ۲۰۰۹ میلادی در برابر تیم ملی فوتبال جمهوری چک انجام داد. وی در بازی‌های ملی‌اش گلی به ثمر نرساند.